# Amédée-François Lamy

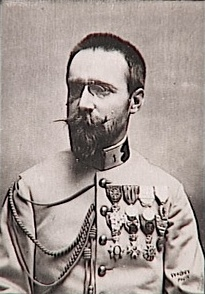
Commandant Lamy

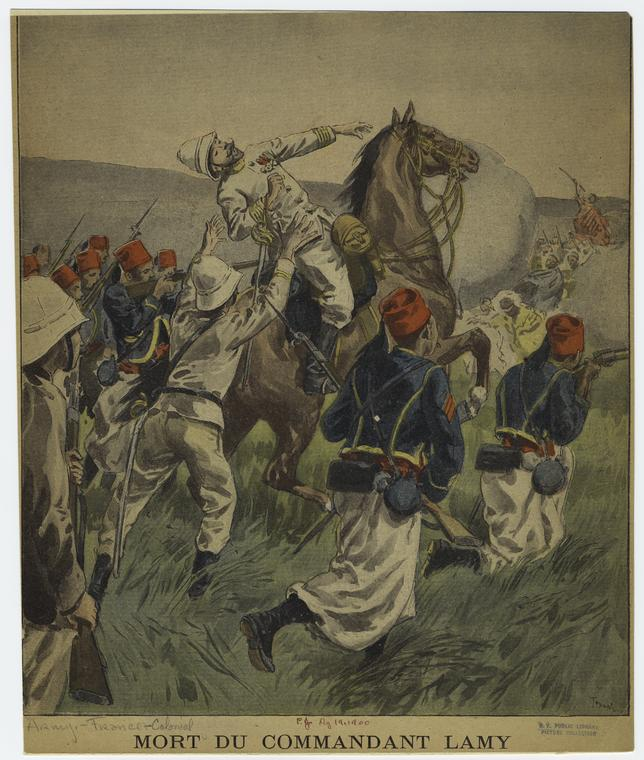
Tod Lamys in der Schlacht bei Kousséri (Darstellung einer zeitgenössischen französischen Illustrierten)

François Joseph Amédée Lamy (* 7. Februar 1858 in Mougins; † 22. April 1900 bei Kousséri, Französisch-Äquatorialafrika) war ein französischer Kolonialist und Offizier.

## Leben
Bereits sehr früh interessierte sich Lamy für militärische und koloniale Themen. Mit 10 Jahren wurde er in die Prytanée national militaire, die Kadettenschule Frankreichs aufgenommen. Ab 1877 besuchte er die Militärschule Saint-Cyr. 1879 trat er als Sous-lieutenant in das 1. Regiment der Schutztruppe Algeriens (1er régiment des tirailleurs algériens) ein. Lamy beteiligte sich an der Erforschung der Sahara und der Kolonisation Tunesiens, sowie Tonkins, wo er von 1884 bis 1886 tätig war. Zurück in Algerien wurde er Kommandant der Division von Algier. Lamy war zeit seines Lebens besonders fasziniert von der algerischen Wüstenlandschaft, was ihn zu zahlreichen Expeditionen veranlasste.
In der gemeinsam mit Fernand Foureau angeführten Mission Foureau-Lamy durchquerte er die Sahara. Am 22. April 1900 führte Lamy französische Kolonialtruppen in die für sie siegreiche Schlacht bei Kousséri gegen den arabischen Usurpator von Bornu, Rabih az-Zubayr. Lamy wie auch sein Widersacher Rabeh fanden in der Schlacht den Tod.

## Ehrungen
Am 29. Mai 1900, fünf Wochen nach dem Tod von Amédée-François Lamy, wurde am Schari Kousséri gegenüber Fort-Lamy als Verwaltungssitz einer französischen Kolonialverwaltung in Tschad gegründet. 1973 wurde die Stadt in N’Djamena umbenannt.
Im 11. Arrondissement von Paris wurde die Rue du Commandant-Lamy nach ihm benannt.